# 札幌市立星置中学校
札幌市立星置中学校（さっぽろしりつ ほしおきちゅうがっこう）は、北海道札幌市手稲区星置3条5丁目にある札幌市の公立中学校。

## 概要
- 学校は中庭を囲み3階建て。
- 後ろには山口運河があり、周りは住宅地である。
- 校地内に電子基準点が設置されている。
- 主に札幌市立星置東小学校と札幌市立手稲北小学校の卒業生の進学先となっている。

## 沿革
- 1999年（平成11年）4月1日：開校事務取扱発令
- 2000年（平成12年）
  - 3月24日：新2・3年生受け入れ式
  - 3月27日：開校式
  - 4月7日：第1回入学式
- 2005年（平成17年）3月27日：開校5周年
- 2010年（平成22年）3月27日：開校10周年

## 教育目標
- 感性 - 思いやりの心と 豊かな感性をはぐくむ
- 知性 - 確かに学ぶ力と 生きる知性をはぐくむ
- 実践力 - たくましい体と 強い実践力をはぐくむ

## 著名な出身者
- 出耒田敬 - 男子バレーボール選手